# La ragazza col turbante
La ragazza col turbante è una raccolta di racconti di Marta Morazzoni, sua opera letteraria d'esordio, pubblicato nel 1986. Il libro è stato tradotto in numerose lingue.

## Storia editoriale
Nel 1986 il libro fu finalista al Premio Strega e vinse il Premio Procida-Isola di Arturo-Elsa Morante ex aequo per l'opera prima, mentre nel 1987 ottenne il Premio letterario Racalmare Leonardo Sciascia.

## Contenuto
- La porta bianca. È il racconto fantastico dell'ultimo giorno e dell'ultima notte di Wolfgang Amadeus Mozart, mai nominato, se non con il titolo di Maestro. Ospitato in un padiglione ai margini del parco di una villa, non ha mai visto i suoi ospiti e dovrebbe passare un periodo in solitudine per comporre il Requiem. Egli è sofferente, fugge la luce che lo ferisce. L'arrivo inaspettato di Costanza, la moglie, gli fa capire che è diventato vecchio oltre l'età anagrafica e perciò è malato. Rimasto solo, lavora alla partitura, poi si addormenta e fa un sogno, nel quale deve raggiungere una porta bianca e aprirla: l'apertura lo pone di fronte alla fine dell'esistenza.
- La dignità del signor Da Ponte. È il 1784 e Lorenzo Da Ponte si trova a Vienna, sconosciuto e in gravi ristrettezze. Il suo obiettivo è di avvicinare Antonio Salieri, musicista di Corte e beniamino dell'imperatore Giuseppe II, per ottenere un incarico di librettista. Un primo incontro tra i due artisti avviene, ma con esito talmente dubbio, che Da Ponte passa mesi e mesi in attesa di un'altra chiamata. Nel frattempo vive grazie alla bontà della sua affittacamere, la quale, oltre a non esigere la pigione, gli fa avere anche del denaro che egli sperpera. Si è vantato nei salotti di essere in procinto di scrivere un'opera con Salieri, leggerezza che potrebbe costargli cara, se scoperta come solo ipotetica. Decidendo che la situazione sta diventando sgradevole, se non pericolosa, Da Ponte ottiene un colloquio con Salieri e questi gli dice di scrivere un soggetto, che alla musica penserà a cose fatte. Sui versi presentati, Salieri continua a fare correzioni e alla fine l'opera va in scena ed è un fiasco.[5] Ma intanto Da Ponte ha cominciato e, ricevuta la sua spettanza, pensa che a Vienna troverà musicisti più alla sua altezza, i migliori.
- La ragazza col turbante. Bernhard Van Rijk è un mercante d'arte molto apprezzato. Entrato in possesso di un piccolo quadro di cui nessuno conosce l'esistenza, comprende l'inestimabile valore dell'opera e le si affeziona, tanto da scegliere con cura la persona a cui proporrà di comprare il capolavoro. La scelta cade su un uomo di eccezionali qualità, il signore di Herfotrge, squisito mecenate danese. Nella primavera del 1658, il mercante lascia la natia Scheveningen e compie un viaggio per mare, per raggiungere la dimora del suo potenziale compratore. Qui è ricevuto con la più perfetta cortesia e, dopo alcuni giorni, conclude l'affare; il signore di Herfotrge ha però colto il rimpianto che Van Rijk prova separandosi dall'opera. Passano quarant'anni e, al figlio di Van Rijk, successore del padre nella professione di mercante d'arte, arriva una lettera da parte della figlia di Herfotrge: era una giovinetta quando arrivò il piccolo quadro e ora si deve separare da tutte le sue proprietà, per motivi che non specifica. Desidera che l'immagine della Ragazza col turbante torni in custodia alla famiglia di chi la scoprì.
- L'ultimo incarico. Don Luis Quisada, nobilissimo, molto schivo e vissuto lontano dalla Corte, è chiamato da Carlo V con il compito di maggiordomo, quando il sovrano decide di ritirarsi nel Monastero di Yuste in Estremadura. Il gentiluomo non mancherebbe mai all'ordine, ma rimpiange la famiglia e la dimora. Nel servizio quotidiano deve raggiungere il paese vicino per trattare l'acquisto dei viveri e, per arrivare, attraversa un querceto immerso nella nebbia prima dell'alba. Negli spostamenti viene seguito, quindi protetto e soccorso da una zingara finché cade malato di polmonite. Messo al corrente del problema, Carlo affida a un frate il viaggio mattutino al paese. A poco a poco, don Luis riprende le forze e un giorno si assume il compito di andare al villaggio al posto del monaco, che ha paura della zingara, e con ciò cade in disgrazia. Convocato da Carlo, si vede affidare uno strano compito: controllare e rileggere il memoriale che l'Augusto scrive ogni giorno per i posteri. E mentre la salute di don Luis rifiorisce, quella di Carlo declina: il sovrano si aggrava e muore. Allora don Luis riesce a nascondere il memoriale nelle sue stanze. Quando, finalmente sciolto dagli obblighi, torna a casa, per prima cosa dà alle fiamme il manoscritto.
- L'ordine della casa. Il signor Karl Kölner, benestante e residente con la famiglia in un elegante sobborgo di Vienna, è colpito da paralisi ai quattro arti, con danneggiamento anche delle facoltà di udito e parola. La moglie Helene accoglie questa malattia come una cosa da nascondere a tutti e non ascolta il medico curante che vorrebbe più cure per il paziente. Anche un consulto dei migliori medici conferma che il signor Kölner ha un fisico reattivo e quindi potrebbe trarre giovamento da un ricovero in clinica in alta montagna; la donna però si ostina a sottomettere la casa, e con essa la vita quotidiana del marito, a regole ferree, ma prive di stimoli che esulino dall'accudimento. In pochi mesi, il malato recupera l'udito e potenzia l'attenzione, e il medico se ne accorge, ma tiene la scoperta per sé. Ottiene che si trasferisca Kölner su una sedia a rotelle e che lo si ponga di fronte a una finestra aperta sul giardino. Kölner ormai comprende i discorsi dei familiari, che non sospettano questa realtà; sa benissimo che la moglie si oppone a ogni suo reinserimento. Non gli resta che fingere di dormire, quando lei gli chiude la finestra, con la scusa che c'è vento.

## Edizioni
- Marta Morazzoni, La ragazza col turbante, Milano, Longanesi, 1986.
- Marta Morazzoni, La ragazza col turbante, prefazione di Carlo Carena, Torino, UTET, 2007.
- Marta Morazzoni, La jeune fille au turban: nouvelles, trad. di Jean-Paul Manganaro, Parigi, P.O.L., 1988.
- Marta Morazzoni, Girl in a Turban, trad. di Patrick Creagh, Londra, Collins Harvill, 1990.